# Emblyna maxima
Emblyna maxima är en spindelart som först beskrevs av Banks 1892.  Emblyna maxima ingår i släktet Emblyna och familjen kardarspindlar. Inga underarter finns listade i Catalogue of Life.